# Alpini

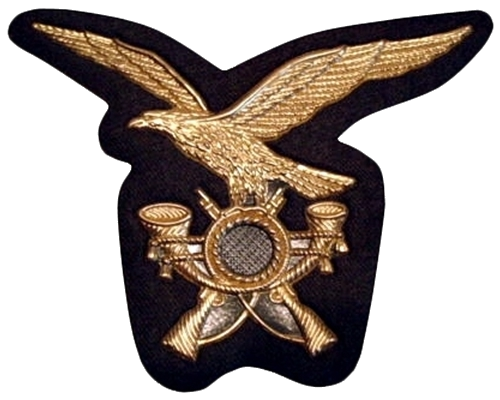
Hutabzeichen der Alpini

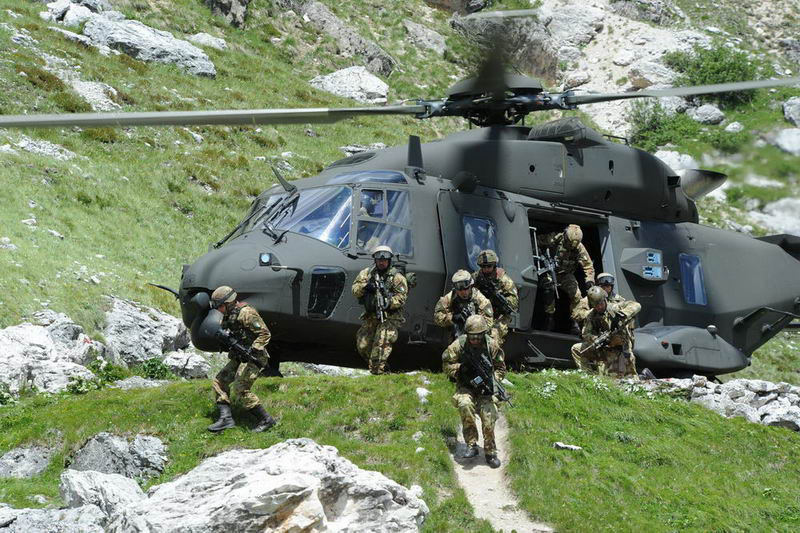
Alpini des 7° Reggimento Feltre

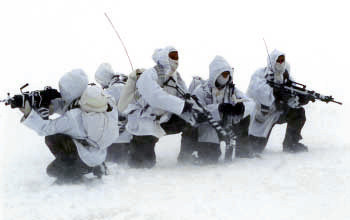
Soldaten der Alpini-Brigade Taurinense

Als Alpini bezeichnet man die italienischen Gebirgsjäger. Sie wurden im Jahr 1872 gegründet und gelten als die älteste aktive Gebirgsjägertruppe der Welt.
Die Alpini sind als Gebirgsjäger eine Untergattung der Infanterie des italienischen Heeres. Zusammen mit der Gebirgsartillerie, den Gebirgspionieren und weiteren auf das Gebirge spezialisierten Truppen anderer Waffengattungen bilden sie die italienischen Gebirgstruppen (truppe alpine). Ihnen gemeinsam ist eine besondere Kopfbedeckung, der sogenannte „Alpini-Hut“, der Ausdruck eines starken Korpsgeistes ist.
Dem Gebirgstruppenkommando in Bozen (Comando Truppe Alpine – COMALP) unterstehen derzeit zwei Gebirgsbrigaden mit insgesamt acht Alpini-Regimentern in Bataillonsstärke. Mit einer Ausnahme sind diese Regimenter im italienischen Alpenraum stationiert. Seit dem Ende des Kalten Krieges ist die Landesverteidigung in den Hintergrund getreten. Das Gebirge dient als Grundlage zur Vorbereitung auf internationale Einsätze in schwierigem Gelände und unter extremen Witterungsbedingungen.

## Geschichte

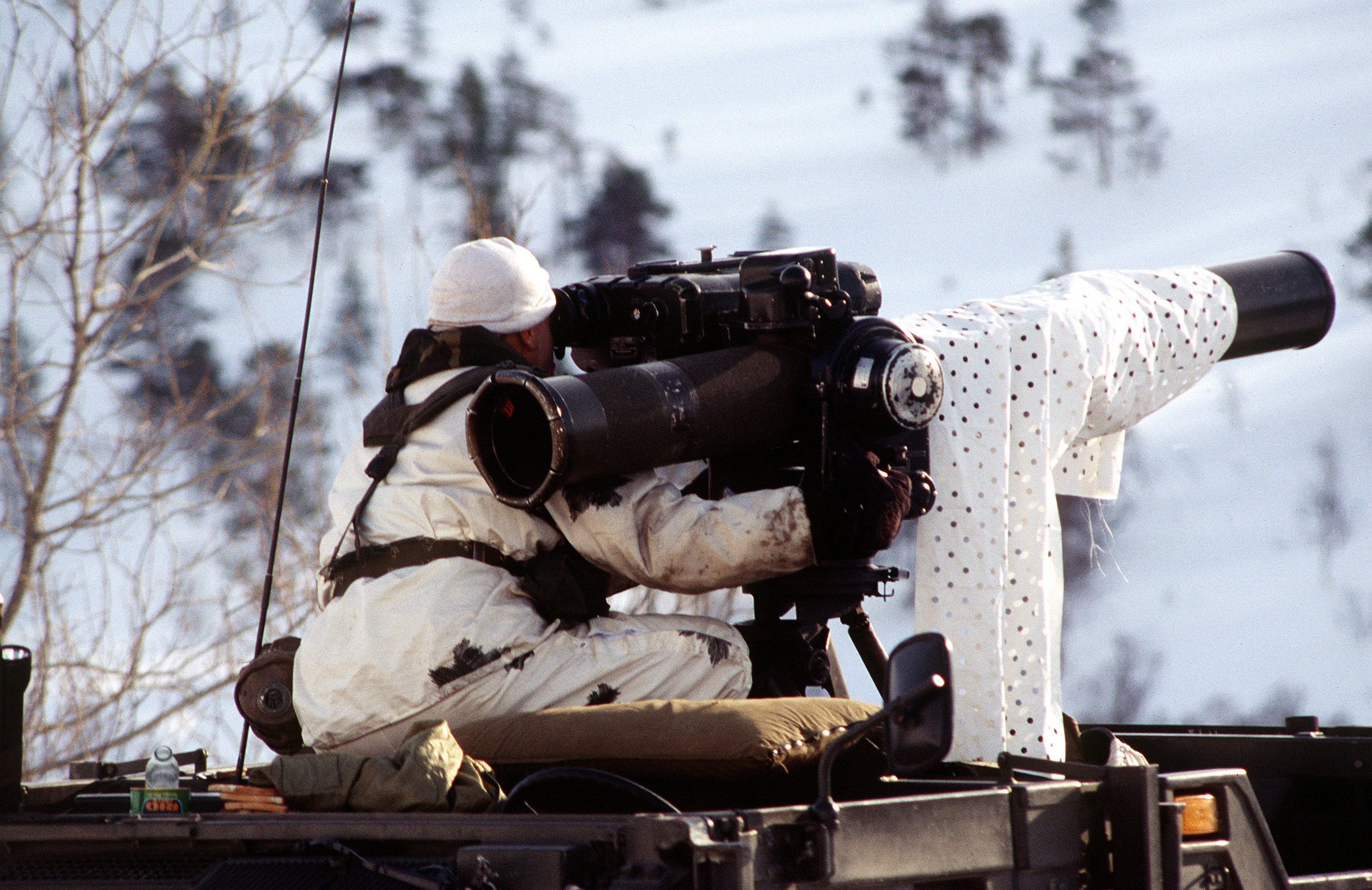
Alpino mit TOW bei der Übung Strong Resolve 1995

### Vorläufer
Als entferntere Vorgänger der Alpini können die Gebirgsmilizen der piemontesischen Armee betrachtet werden. Diese wurden im 17. und 18. Jahrhundert in den Westalpen gegen Frankreich eingesetzt. Die 1836 aufgestellten Bersaglieri („Schützen“) dienten als leichte Infanterie bis zur Gründung der Alpini auch als Gebirgsjäger. 1859 kämpften die „Alpenjäger“ (Cacciatori delle Alpi) während des Risorgimento als Freischar unter Garibaldi. Da sie 1861 in die italienische Linieninfanterie eingegliedert wurden, haben sie nur einen indirekten Bezug zu den Alpini.

### Gründung
1872 wurden 15 Alpini-Kompanien zur Verteidigung der Alpengrenze aufgestellt. Zur Motivation bei der Schaffung dieser besonderen Einheiten hieß es damals:

„Die Alpenjäger liegen fortwährend in ihren Bezirken und erlangen grosse Vertrautheit mit dem Kriege in der heimischen Alpennatur überhaupt und in ihrem Bezirke insbesondere. Bei Kriegsausbruch in ihren Bezirken gesammelt und ausgerüstet, besetzen sie sofort die Alpenpässe und die Sperren, verzögern den Marsch des Gegners und verschaffen der eigenen Armee Zeit zur Mobilisirung und Concentrirung. Ist der eigene Bezirk nicht bedroht, so bleibt zu dessen Schutz nur das Miliz-Bataillon zurück; das active Bataillon stösst zur Armee. […] Wenn noch in den Alpen die nöthigen Sperren errichtet, und diese mit dem Inneren des Landes durch Eisenbahnen verbunden würden, dann besässe Italien einen Grenz-Schutz, um welchen es alle Staaten beneiden könnten.“

In der Folge wurde die neue Gebirgstruppe durch eine Reihe von Reformen ausgebaut. 1878 bestanden bereits zehn Bataillone, ab 1882 wurden die ersten Regimenter gebildet. Mit der Neuordnung von 1882 entstanden neben den aktiven auch Reserveeinheiten, die im Bedarfsfall aus der Milizia mobile und der Milizia territoriale rekrutiert werden konnten. Während sich die 36 Alpinikompanien der Milizia mobile aus Reservisten der Alpini zusammensetzte, entsprach die Milizia territoriale der Landwehr. Aus Letzterer konnten ab 1882 weitere 76 Kompanien mobilisiert werden.
Bis 1914 entstanden von den Seealpen bis zu den Julischen Alpen acht von Westen nach Osten durchnummerierte Alpini-Regimenter mit 26 aktiven Bataillonen als Friedensstärke. Die aktiven Bataillone trugen die Namen von Gebirgsorten, die der Reserve der Milizia mobile die Namen von Bergen, die der Milizia territoriale die von Gebirgstälern. Auf Grund der historischen Entwicklung wurden die Kompanien durchgehend nummeriert, das heißt jede Kompanie hatte (und hat bis heute) unabhängig vom übergeordneten Verband eine eigene Nummer. 1877 wurden die ersten Gebirgsartilleriebatterien aufgestellt.
Solange die Wehrpflicht bestand, wurden die Alpini im Gegensatz zur Linieninfanterie lokal rekrutiert, in der Regel in den Alpen, aber auch in einigen Gebieten des Apennin. Es war Tradition, geeignete Wehrpflichtige eines Bezirks jedes Jahr zu denselben Terminen zu den Alpini einzuberufen und sie nach Abschluss der Ausbildung geschlossen einem Bataillon zuzuweisen. Dies führte zu einer sehr starken Bindung der Alpini-Verbände zu ihren Rekrutierungsgebieten.

### Kolonialkriege
Die Alpini erlebten ihre Feuertaufe am 1. März 1896 im fernen Abessinien in der für Italien verheerenden Schlacht von Adua, mit der der italienisch-äthiopische Krieg sein Ende fand. Das erste kleinere Alpini-Kontingent war bereits während des Eritreakrieges 1887 nach Eritrea geschickt worden, nahm aber nicht an Kampfhandlungen teil. Vor dem Ersten Weltkrieg folgten weitere Einsätze im Italienisch-Türkischen Krieg in Libyen (1911–1912).

### Erster Weltkrieg

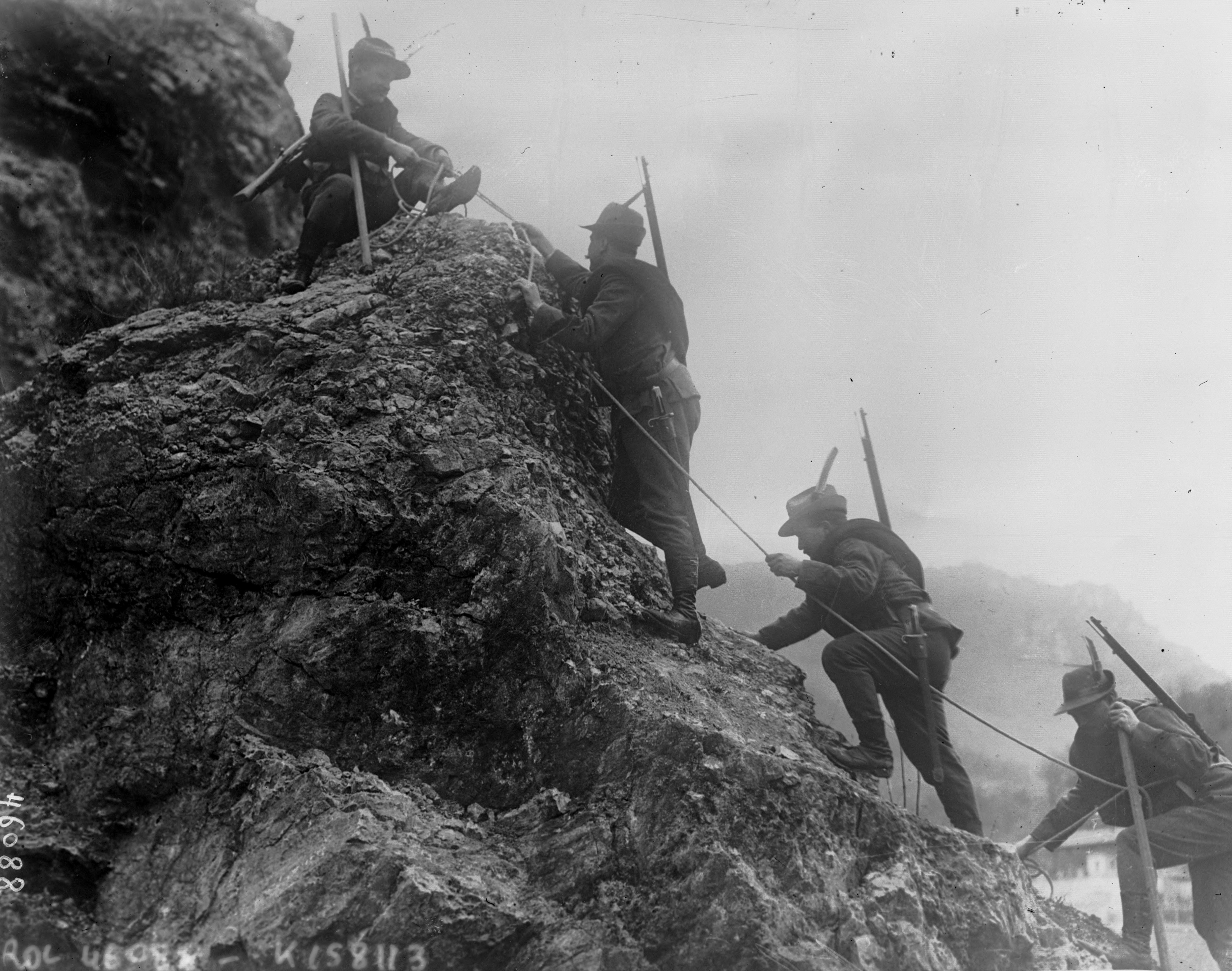
Alpini im Ersten Weltkrieg, 1915

Zum Zeitpunkt des italienischen Kriegseintrittes am 23. Mai 1915 standen dem italienischen Oberkommando 52 Alpini-Bataillone mit 192 Kompanien zur Verfügung. Im Verlauf des Krieges stieg ihre Zahl auf 88 mit insgesamt 274 Kompanien an. Während des Krieges wurde nur ein Bataillon – das Bataillon „Pieve di Teco“ – nach schweren Verlusten bei den Kämpfen um den Mont Cukla in den Julischen Alpen im Februar 1916 aufgelöst. 
Im Zuge der Einführung neuer Waffen und Kriegstaktiken entstanden neue Spezialabteilungen in den Bataillonen. Im Winter 1916/17 wurden 26 Skikompanien aufgestellt, die in der Folge in sieben Ski-Bataillonen zusammengefasst wurden und im Mai 1917 in gewöhnliche Alpini-Bataillone umgewandelt wurden. Ab 1917 wurden Maschinenpistolen-, Minenwerfer- sowie eigene Sturmabteilungen, auch als Arditi Alpini oder Fiamme verdi bezeichnet, aufgestellt. 1918 wurde jedes Bataillone mit einer eigenen Maschinengewehrkompanie und einer Flammenwerferabteilung ausgestattet.
Die Alpini operierten dem Gelände und den hochalpinen Schwierigkeiten entsprechend meist in Form kleiner Angriffstruppen. Schauplätze bedeutenderer Einsätze waren die Adamellogruppe, der Pasubio, die Dolomiten (unter anderem die Marmolata, die Tofanen, der Passo della Sentinella – die Sentinellascharte in der Sextner Rotwand) und der Monte Nero. Die verlustreichen Kämpfe der 52. Gebirgs-Division in der Ortigaraschlacht gelten als Sinnbild für die Opferbereitschaft der Truppe, auch bei offenkundigen Fehleinschätzungen der höheren Führung. Ende 1917 leisteten die Alpini bei der Verteidigung des strategisch wichtigen Monte Grappa einen entscheidenden Beitrag. Zahlreiche weitere Gefechte begründeten in dieser Zeit den Ruf der Alpini als ausgezeichnete Gebirgstruppe. Strategische Erfolge blieben ihnen in den Alpen jedoch verwehrt, auch weil das Gelände die Verteidiger wesentlich begünstigte.
Nach Ende des Krieges wurden die im Krieg aufgestellten Bataillone bis auf zwei („Lavana“ und „Trento“) wieder aufgelöst.
Laut einer 1930 veröffentlichten Statistik waren im Ersten Weltkrieg 260.000 Alpini mobilisiert worden, wobei fast 25.000 fielen. 28 Angehörige der Alpini wurden mit dem Militärorden von Savoyen ausgezeichnet. 39 erhielten die Tapferkeitsmedaille in Gold, 3551 erhielten sie in Silber und 5151 in Bronze.

#### Kriegsgliederung
In der Anfangszeit des Ersten Weltkrieges operierten die Alpini meist nur in Kompanie- oder Bataillonsstärke. Die übergeordneten acht Alpini-Regimenter (1. bis 8. Alpini-Regiment, 1919 wurde noch ein neuntes Regiment geschaffen) hatten nur administrative Aufgaben. 
Aus der Notwendigkeit heraus, mehrere Bataillone zusammen einzusetzen, entstanden sogenannte Alpini-Gruppen (it. Gruppo Alpini). Letztere führten anstelle von Zahlen Buchstaben als Kennung. Im Laufe des Jahres 1916 wurden sie als taktische Verbände einheitlich strukturiert. So bestand eine Alpini-Gruppe aus drei Alpini-Bataillonen, zwei Maschinengewehrkompanien sowie jeweils einer Gebirgsartillerie-, einer Infanteriegeschütz- und einer Versorgungseinheit. Zwischen 1917 und März 1918 entstanden so 20 von I bis XX durchnummerierte Alpini-Gruppen. Letztere wurden wiederum zu Raggruppamenti Alpini (it. für Alpini-Gruppierungen) zusammengefasst, die die Stärke einer Brigade besaßen. Auf diese Weise entstanden neun Raggruppamenti, die von I bis IX durchnummeriert waren. Ein Raggruppamento bestand aus zwei Alpini-Gruppen. Die Gruppen und Gruppierungen operierten sowohl einzeln als auch in vier übergeordneten Divisionen, die als Gebirgsdivisionen bezeichnet wurden und die Nummern 5, 52, 75 und 80 trugen. Zwei dieser Divisionen – 5. und 52. – wurden ursprünglich als Infanteriedivisionen aufgestellt und 1917 in Gebirgsdivisionen umgewandelt. Die beiden anderen Divisionen von vornherein als Gebirgsdivisionen aufgestellt. Alle vier Gebirgsdivisionen hatten rein taktische Aufgaben und bestanden aus jeweils zwei Gruppierungen. Sie wurden nach Ende des Krieges wieder aufgelöst, die letzte im Januar 1920.

### Zwischenkriegszeit
Nach dem Ersten Weltkrieg wurden die Alpini-Regimenter mit ihren Bataillonen zu geschlossenen Kampfverbänden formiert. 1921 wurde ein 9. Alpini-Regiment aufgestellt, das zunächst für die Julischen Alpen vorgesehen war, dem später jedoch als Rekrutierungs- und Stationierungsgebiet die mittelitalienischen Abruzzen zugewiesen wurden. Das fiktive 10. Alpini-Regiment ist bis heute die inoffizielle Bezeichnung der Associazione Nazionale Alpini, einer Vereinigung von aktiven Alpini und Reservisten. 1935 entstanden wegen des Abessinienkrieges die Regimenter 11 und 12 (letzteres bis 1937).
1923 wurden die Alpini-Regimenter zu drei Gruppen zusammengefasst, die 1926 die Bezeichnung „Brigaden“ erhielten. In den Westalpen bildeten die Regimenter 1 bis 4 zusammen mit dem 1. Gebirgsartillerieregiment die 1. Brigade. In Südtirol und in den Dolomiten befand sich die 2. Brigade mit den Regimentern 5, 6 und 7 und dem 2. Gebirgsartillerieregiment. Die 3. Brigade war mit den Regimentern 8 und 9 und dem 3. Gebirgsartillerieregiment für die Karnischen und Julischen Alpen zuständig. Ende 1935 entstanden aus diesen „Brigaden“ fünf Divisionen:
- 1. Alpini-Division Taurinense in Turin (3. und 4. Alpini-Regiment in Pinerolo und Aosta, 1. Gebirgsartillerieregiment in Turin)
- 2. Alpini-Division Tridentina in Meran (5. und 6. Alpini-Regiment in Meran und Sterzing, 2. Gebirgsartillerieregiment in Meran)
- 3. Alpini-Division Julia in Udine (8. und 9. Alpini-Regiment in Udine und Görz, 3. Gebirgsartillerieregiment in Udine)
- 4. Alpini-Division Cuneense in Cuneo (1. und 2. Alpini-Regiment in Mondovì und Cuneo, 4. Gebirgsartillerieregiment in Cuneo)
- 5. Alpini-Division Pusteria in Bruneck (7. und 11. Alpini-Regiment in Belluno und Bruneck, 5. Gebirgsartillerieregiment in Belluno)

Ende 1941 kam noch eine 6. Alpini-Division Alpi Graie (Ivrea) dazu, die vorwiegend gegen Partisanen in Montenegro eingesetzt wurde. Sie führte Reserveverbände und das 6. Gebirgsartillerieregiment.

### Zweiter Weltkrieg

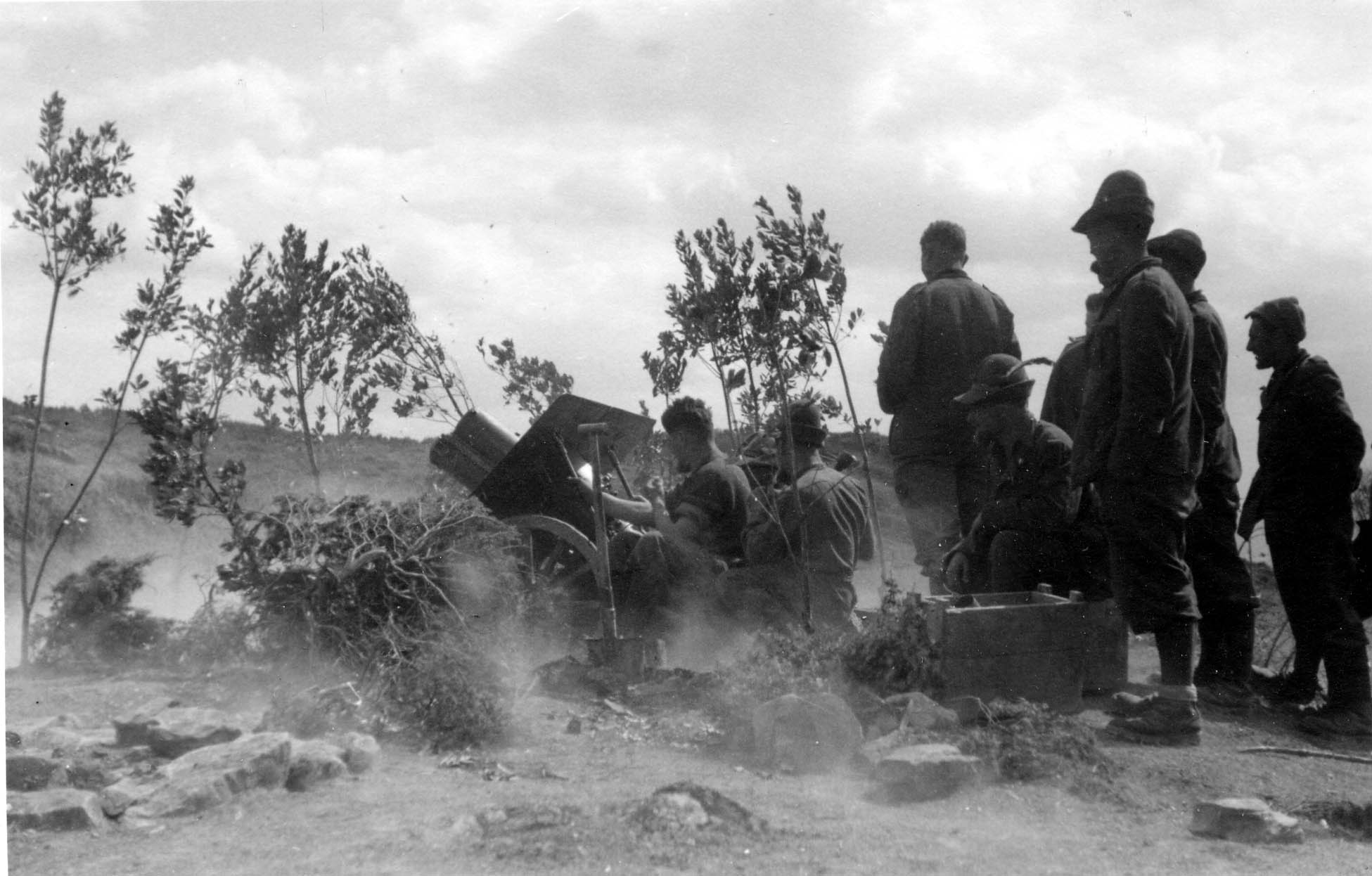
Alpini im Zweiten Weltkrieg, 1941

Auch im Zweiten Weltkrieg zeigten die Alpini-Regimenter, dass sie vergleichbaren Verbänden anderer Streitkräfte in nichts nachstanden. Im desaströsen italienischen Feldzug gegen Griechenland zeichnete sich die Alpini-Division Julia im Pindos-Gebirge besonders aus. Ihr isoliertes Vordringen brachte sie jedoch bald in eine unhaltbare Lage. Im September 1942 wurde auf Wunsch Mussolinis ein ganzes Alpini-Armeekorps als Teil der italienischen 8. Armee in die russische Steppe geschickt. Es bestand aus den Alpini-Divisionen Tridentina, Julia und Cuneense. Am 13. Januar 1943 wurde es im Verlauf einer Kesselschlacht am Don von der Roten Armee abgeschnitten. Hinter der Front kämpfte es bei starkem Frost zwei Wochen lang ununterbrochen gegen überlegene sowjetische Kräfte, bis es sich am 26. Januar in der Schlacht bei Nikolajewka unter enormen Verlusten durchsetzte und sich bis Ende des Monats wieder deutschen Truppen anschließen konnte.
Nach dem am 8. September 1943 verkündeten Waffenstillstand spalteten sich die Alpini. Ein Teil kämpfte in Partisanenverbänden gegen die deutschen Besatzungstruppen in Italien und auf dem Balkan. In Montenegro entstand unter anderem aus der Division Taurinense die Partisanendivision Garibaldi. Drei Bataillone kämpften in Süditalien mit den Alliierten. In der mit Deutschland verbündeten faschistischen Sozialrepublik in Norditalien wurde Anfang 1944 die Alpini-Division Monterosa gebildet. Sie bestand aus zwei Alpini-Regimentern (ein drittes blieb selbständig) und aus einem Gebirgsartillerieregiment. Die Division schlug Ende 1944 zusammen mit deutschen Verbänden alliierte Kräfte (92. US-Division) in den Apuanischen Alpen zurück.

### Kalter Krieg
Zwischen 1949 und 1953 wurden fünf Alpini-Brigaden aufgestellt, zum Teil mit den alten Divisionsnamen:
- Taurinense in Turin (4. Alpini-Regiment in Turin, 1. Gebirgsartillerieregiment in Rivoli)
- Orobica in Meran (5. Alpini-Regiment in Meran, 5. Gebirgsartillerieregiment in Meran)
- Tridentina in Brixen (6. Alpini-Regiment in Bruneck, 2. Gebirgsartillerieregiment in Bozen)
- Cadore in Belluno (7. Alpini-Regiment in Belluno, 6. Gebirgsartillerieregiment in Belluno)
- Julia in Udine (8. Alpini-Regiment in Tolmezzo, 3. Gebirgsartillerieregiment in Udine, Gemona)

Sie unterstanden dem IV. (Alpini-)Korps in Bozen. Letzteres hatte im Kalten Krieg die Aufgabe, in den italienischen Ostalpen einen eventuellen Angriff von Streitkräften des Warschauer Pakts abzuwehren. Die als Reserve vorgesehene Alpini-Brigade Taurinense stellte der NATO lange Jahre einen Verband für die Allied Mobile Force – Land (AMF-L) zur Verfügung, die häufig in Norwegen übte. Das Kontingent mit der Bezeichnung Cuneense bestand aus einem Alpini-Bataillon, einer Artilleriebatterie, einer Sanitätseinheit und kleineren Unterstützungsteileinheiten.
Mit der Heeresreform von 1975 wurde in Italien die Regimentsebene abgeschafft. Die Bataillone unterstanden den Brigaden danach direkt. Anfang der 1990er Jahre nahmen die Alpini-Bataillone aus Traditionsgründen wieder die Bezeichnung Regiment an, haben aber weiterhin nur Bataillonsstärke.

### Verkleinerung
Auf Grund der neuen weltpolitischen Lage wurde 1991 die Alpini-Brigade Orobica in Meran aufgelöst, 1997 die Cadore in Belluno, 2002 schließlich die Tridentina in Brixen. Aus dem IV. Gebirgskorps in Bozen (Gries-Quirein) wurde 1997 das Gebirgstruppenkommando (Comando Truppe Alpine – COMALP). COMALP unterstehen seit 2002 das für Auslandseinsätze vorgesehene Divisionskommando Tridentina, die beiden verbliebenen Brigaden Taurinense in Turin (2., 3. und 9. Alpini-Regiment) und Julia in Udine (5., 7., und 8. Alpini-Regiment) sowie das Gebirgs- und Winterkampfausbildungszentrum in Aosta mit dem teilaktiven, mit Ausbildungsaufgaben betraute 6. Alpini-Regiment im Pustertal. Das 2010 von Bozen nach Verona verlegte 4. Alpini-Fallschirmjägerregiment unterstand COMALP lange unmittelbar. Seit 2013 untersteht dieses Regiment dem neuen Spezialkräftekommando des Heeres. Alle verbliebenen aktiven Alpini-Regimenter wurden in den letzten Jahren im Ausland eingesetzt, insbesondere in Afghanistan.

## Alpini in der Berufsarmee

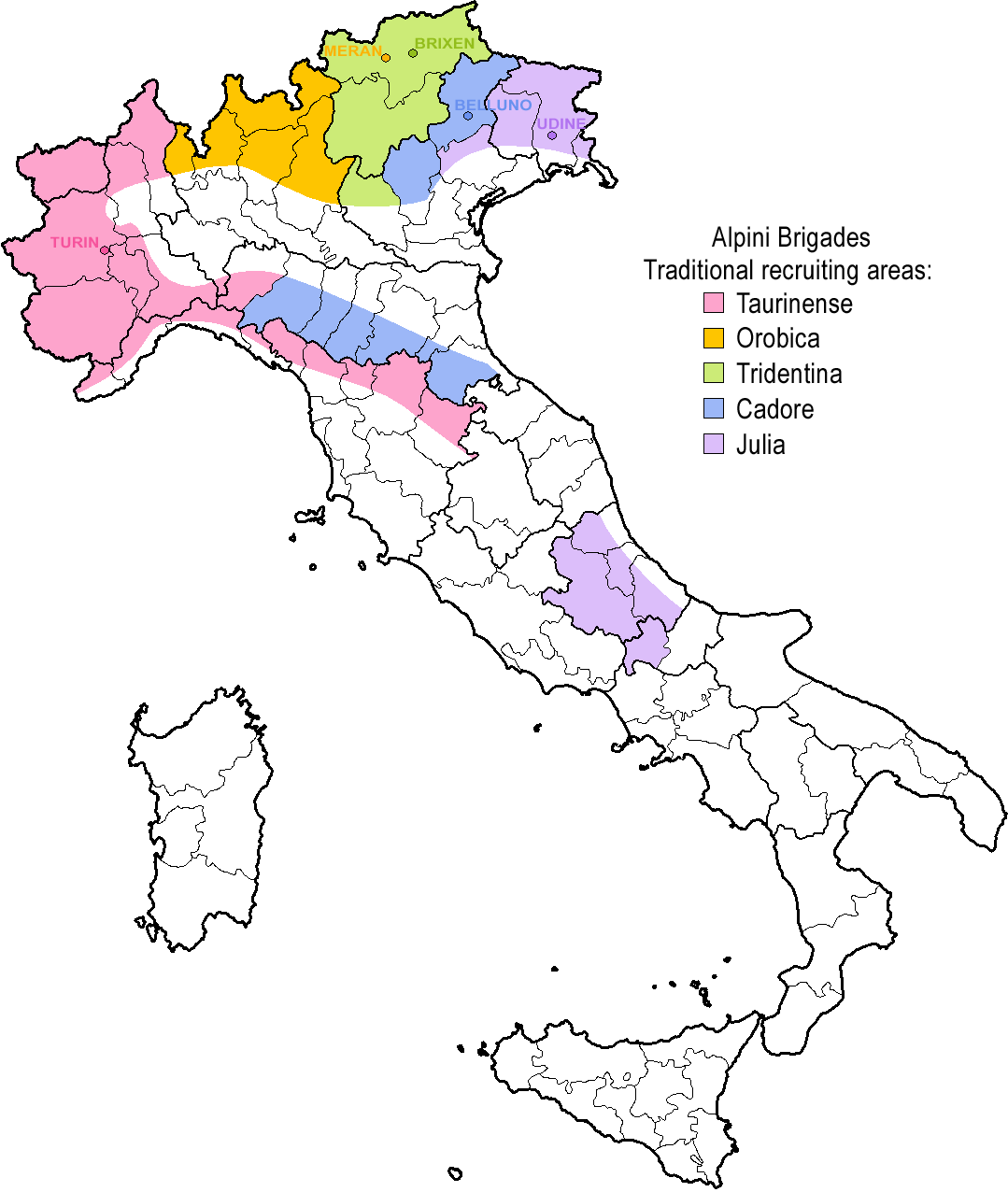
Rekrutierungsbereiche der fünf Alpinibrigaden

Seit Aussetzung der Wehrpflicht im Jahr 2005 können sich Freiwillige (Mannschaften) zunächst für eine einjährige Dienstzeit verpflichten und dann gegebenenfalls um weitere vier Jahre verlängern. Die Professionalisierung der italienischen Streitkräfte und ihre Umwandelung in eine Berufsarmee brachte zunächst Probleme für die Alpini mit sich, da nicht genügend Freiwillige aus den Alpentälern zur Verfügung standen. Die Regelung, nach der Bewerber nur dann zu den Carabinieri und zu anderen Polizei- und Zivilschutzkräften zugelassen werden, wenn sie sich zuvor „freiwillig“ bei der Armee verpflichten, brachte Abhilfe, wie auch eine „Soldzulage“ für die Gebirgstruppen. Von vielen ehemaligen Angehörigen der Alpini wird heute beklagt, dass die neuen Bewerber nicht mehr vorwiegend aus Norditalien kommen und somit der traditionelle Korpsgeist ausgehöhlt werde. Durch die ständigen Auslandseinsätze mit ihren oftmals eher polizeiähnlichen Anforderungen werde auch der eigentliche Charakter der Alpini als Hochgebirgstruppe immer mehr verwischt und letztlich eine beliebige leichte Infanterietruppe geschaffen. Andere verweisen darauf, dass diese Argumente vorwiegend von der einflussreichen Associazione Nazionale Alpini vorgebracht werden, weil diese den besonderen regionalen Charakter der Truppe und damit auch ihr eigenes, norditalienisch geprägtes Vereinsleben erhalten wolle. Das Militär und auch die Alpini müssten hingegen den Anforderungen der heutigen Zeit gerecht werden, und die Ausbildungspraxis zeige, dass man nicht als Gebirgsjäger geboren werde, sondern die Ausbildung über den Wert der Truppe entscheide. Die Ausbildung habe sich nach dem Ende des Kalten Krieges an der neuen asymmetrischen Bedrohungslage auszurichten.

## Uniform

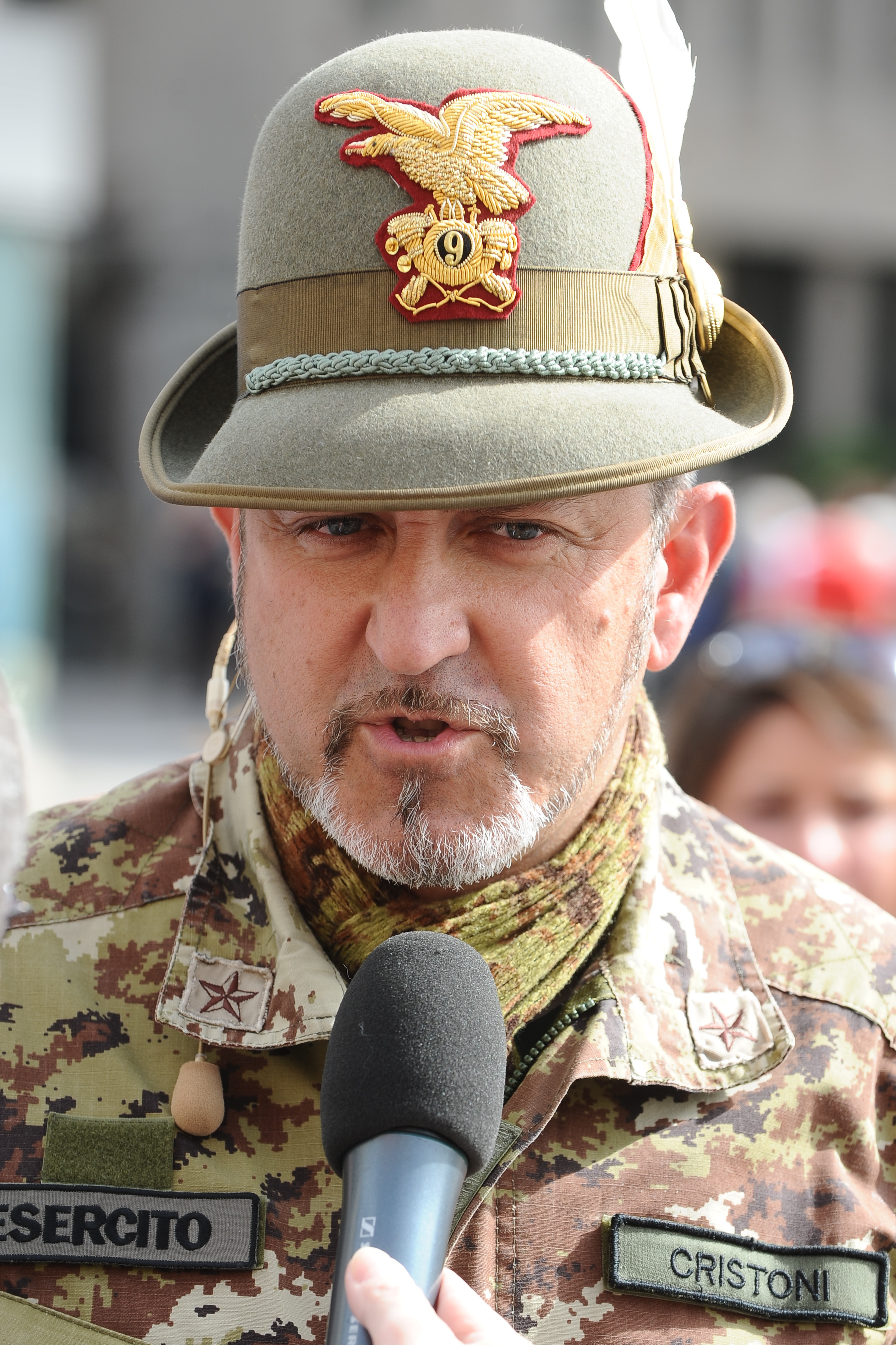
Oberst der Alpini
(Kdr. 9. Alpini-Rgt, 2013)

Die besondere Kopfbedeckung der Alpini wurde bereits im März 1873 eingeführt. Sie orientierte sich an Modellen, die während der Volksaufstände von 1848 in Venedig, Mailand und im Cadore getragen wurden. Der damalige Hut war melonenförmig und bestand aus schwarzem Filz.
Mit der graugrünen Uniform wurde 1910 auch der Alpini-Hut in seiner noch heute verwendeten Version eingeführt. Vorn befindet sich das Emblem der Waffengattung mit der Regimentsnummer. Bei den Alpini handelt es sich um einen Adler mit Jagdhorn und gekreuzten Gewehren, die anderen Gebirgstruppen haben statt der Gewehre beispielsweise gekreuzte Kanonenrohre (Gebirgsartillerie), Äxte (Gebirgspioniere) oder andere, für die jeweilige Gebirgstruppengattung typische Symbole. Das Emblem war ursprünglich nur bei Offizieren goldfarben, ansonsten schwarz. Schwarze Embleme haben heute nur Zeitsoldaten in Mannschaftsrängen.
An der linken Seite des Hutes sind bei Offizieren und Unteroffizieren mit Portepee besondere Ausführungen der Dienstgradabzeichen zu sehen. Dabei handelt es sich um Sterne bei Generalen, ansonsten um ein System von Winkeln.
Hinzu kommt die traditionelle Feder, die im Allgemeinen schwarz, bei Stabsoffizieren und Generalen jedoch weiß ist. Die Halterung der Feder ziert eine kleine Quaste, deren Farbe – weiß, rot, grün, blau – Auskunft gibt über die Zugehörigkeit von Mannschaften zum ersten bis zum eventuell vorhandenen vierten Bataillon eines Regiments. Wegen der Verkleinerung der Truppe findet dieses System heute nur mehr eingeschränkt Anwendung. Andere Farben oder Farbkombinationen (auch mit Buchstaben oder Zahlen) werden von verschiedenen anderen Gebirgstruppenteilen und Stäben verwendet. Bei Unteroffizieren und Offizieren besteht die Halterung nur aus Metall. Wegen der charakteristischen Feder am Filzhut nennen sich die Alpini „Le Penne Nere“ (Die Schwarzen Federn).
Der traditionelle Alpini-Hut wird heute in der Regel nur zum Dienstanzug getragen, zum Kampfanzug hingegen eine Bergmütze, die jener der deutschen Gebirgstruppe sehr ähnlich ist. Im Gegensatz zu allen anderen Waffengattungen des italienischen Heeres haben die Alpini kein Barett. Am Stahlhelm befestigen die Alpini ihre Feder bis heute.
Seit 1883 tragen die Alpini grüne Kragenspiegel zum Dienstanzug. Bei den übrigen Gebirgstruppen werden die Farben ihrer eigentlichen Waffengattung (Artillerie, Pioniere, Fernmelder usw.) mit dem Grün der Alpini kombiniert.

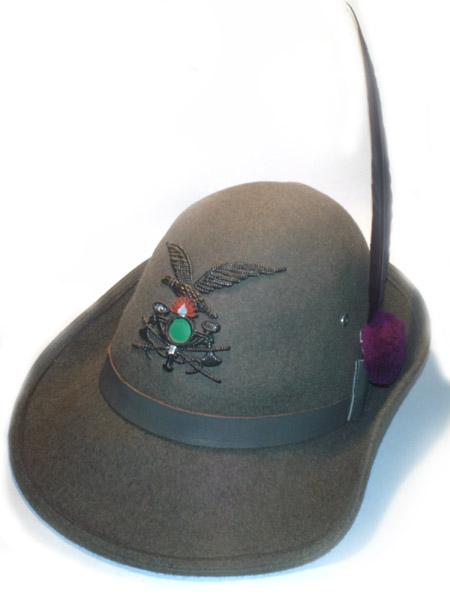
Hut der italienischen Gebirgstruppen – hier eines Gebirgskampfpioniers
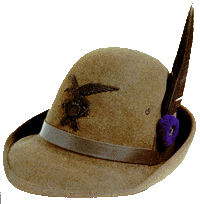
Alpini-Hut Mannschaften
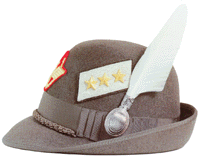
Alpini-Hut eines Generalleutnants
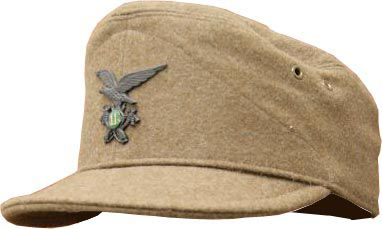
Die als „Norweger“ bezeichnete Bergmütze der Alpini

## Kritik
Beim jährlichen Reservistentreffen der Alpini, zu denen sich 80.000 Reservisten, mit Angehörigen und Freunden insgesamt etwa 520.000 Besucher, einfanden, soll es in Rimini Anfang Mai 2022 zu Fällen sexualisierter Gewalt gekommen sein. Mehr als 200 Frauen haben sich mit derartigen Beschwerden an die Behörden gewendet. Schon bei früheren Jahrestreffen der Alpini hatte es immer wieder Berichte und Beschwerden über sexuelle Übergriffe gegeben. Ein Fall wurde schließlich angezeigt. Die Staatsanwalt in Rimini stellte die Ermittlungen jedoch Anfang Juli 2022 ein, da laut ermittelnder Staatsanwältin die Identifikation der vermeintlichen Täter aufgrund der zahlreichen Personen am Tatort auch wegen fehlender Überwachungskameras nicht möglich gewesen sei.

## Museum

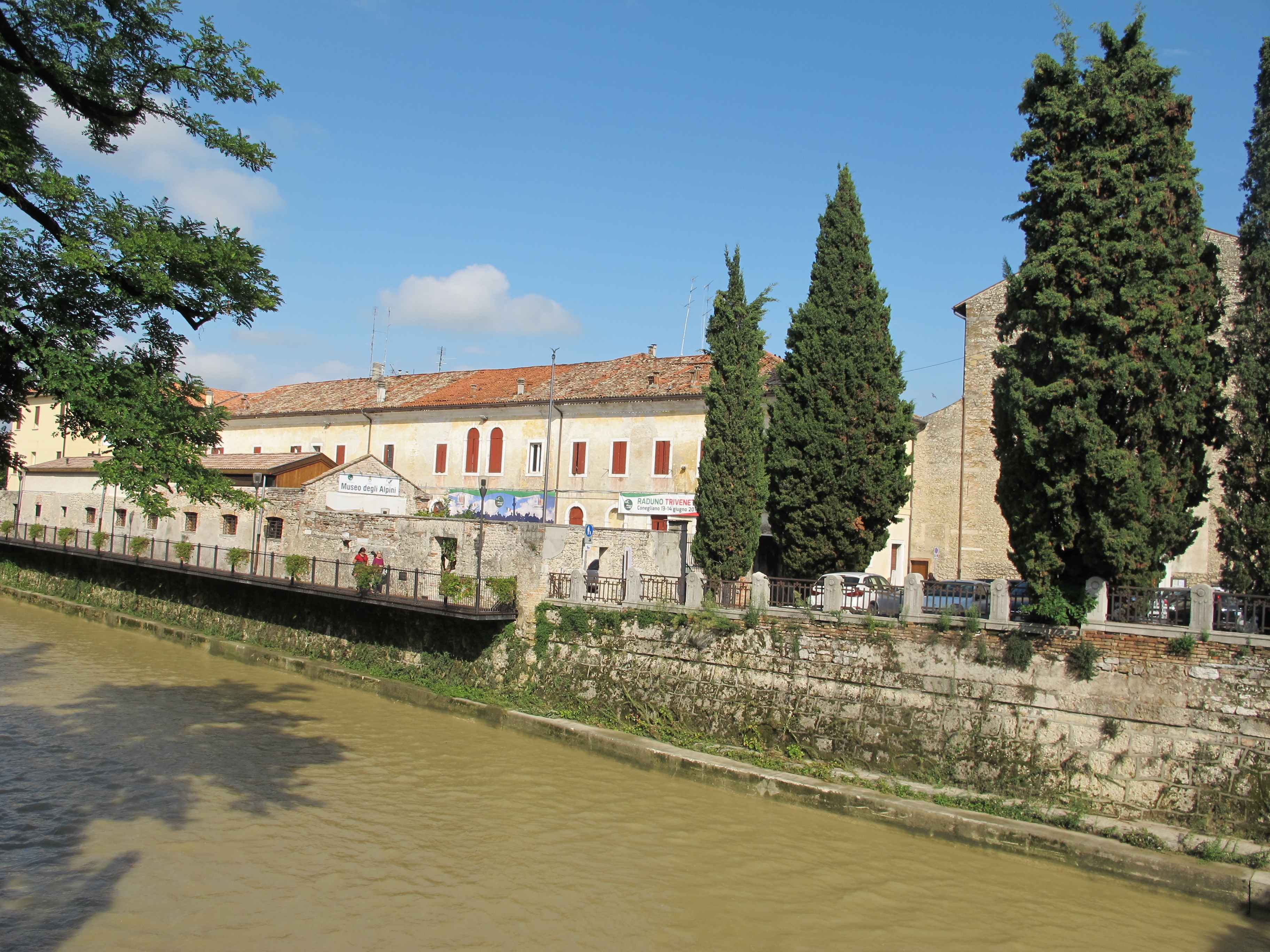
Conegliano, Museo degli Alpini

In Trient unterhält das Militär das Museo Nazionale Storico degli Alpini. Darüber hinaus gibt es eine ganze Reihe von Museen, die den Alpini gewidmet sind. Diese Museen werden meist von der Associazionale Nazionale Alpini unterhalten.

## Bildergalerie

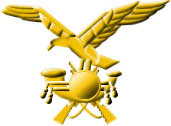
Emblem der Alpini
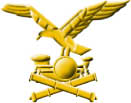
Emblem Gebirgsartillerie
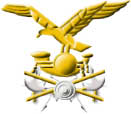
Gebirgsfernmelder
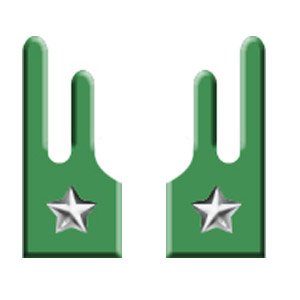
Kragenspiegel der Alpini
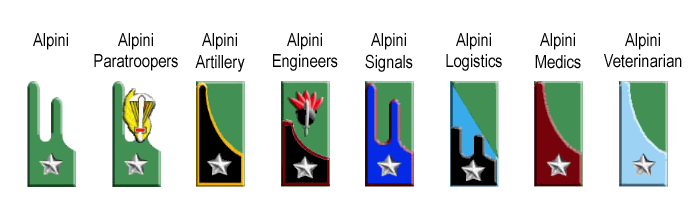
Kragenspiegel der Gebirgstruppen
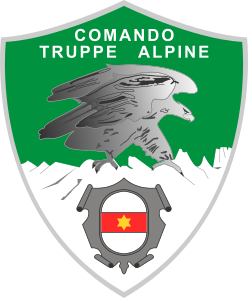
Wappen Gebirgstruppen-Kommando
Organigramm Gebirgstruppen-Kommando
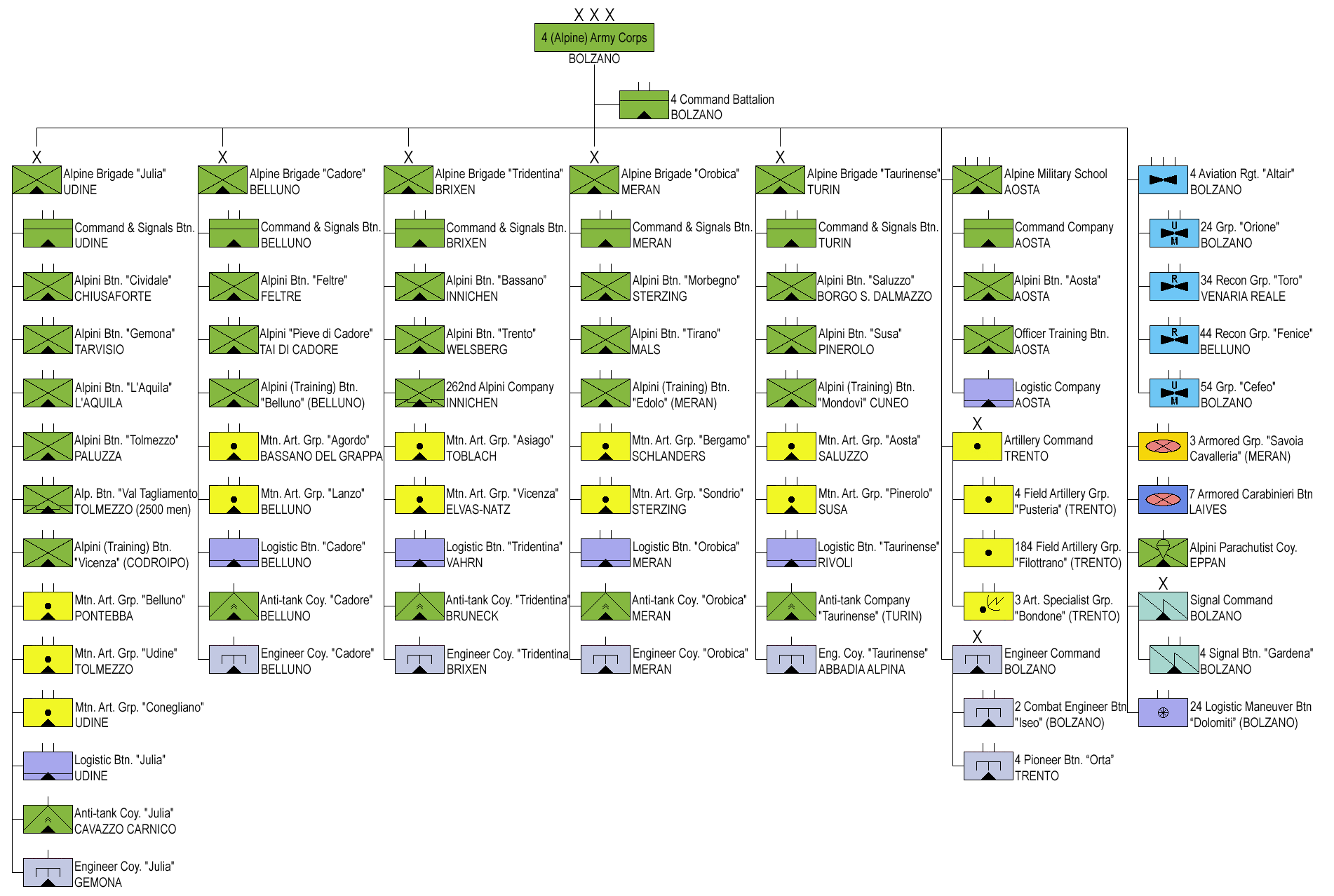
Organigramm 4. Gebirgskorps, 1986
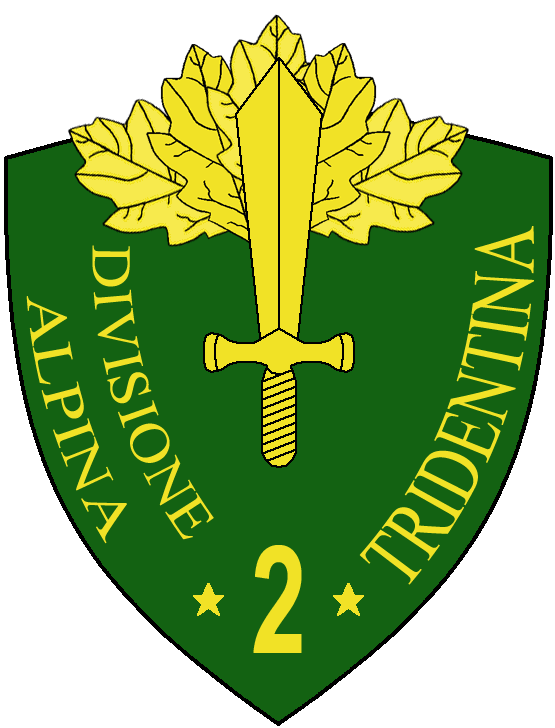
Wappen der ehemaligen Division Tridentina
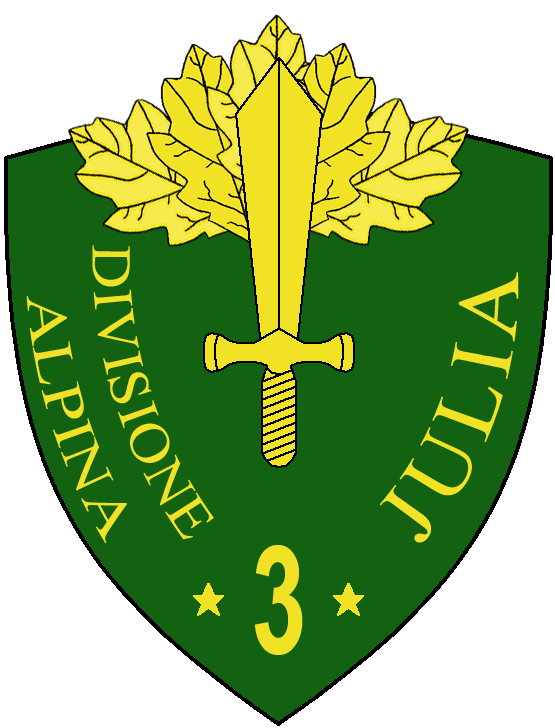
Wappen der ehemaligen Division Julia
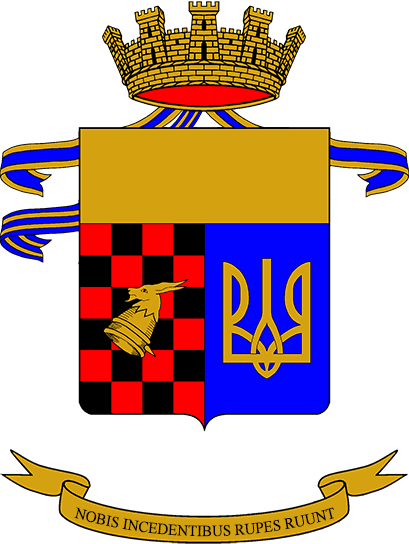
Wappen 3. Gebirgsartillerieregiment
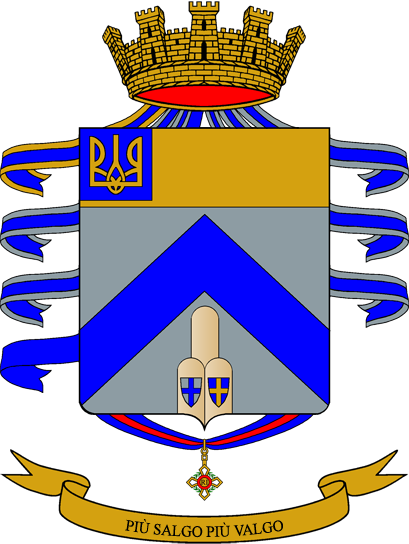
Wappen des 6. Alpini-Regiments
Wappen Ausbildungszentrum Aosta
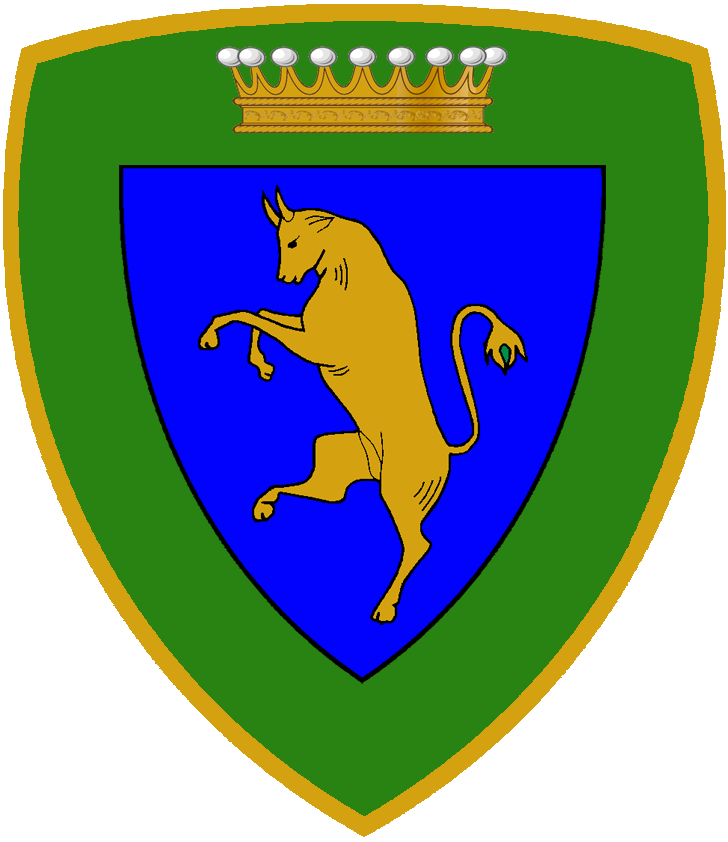
Wappen der Brigade Taurinense (Turin)
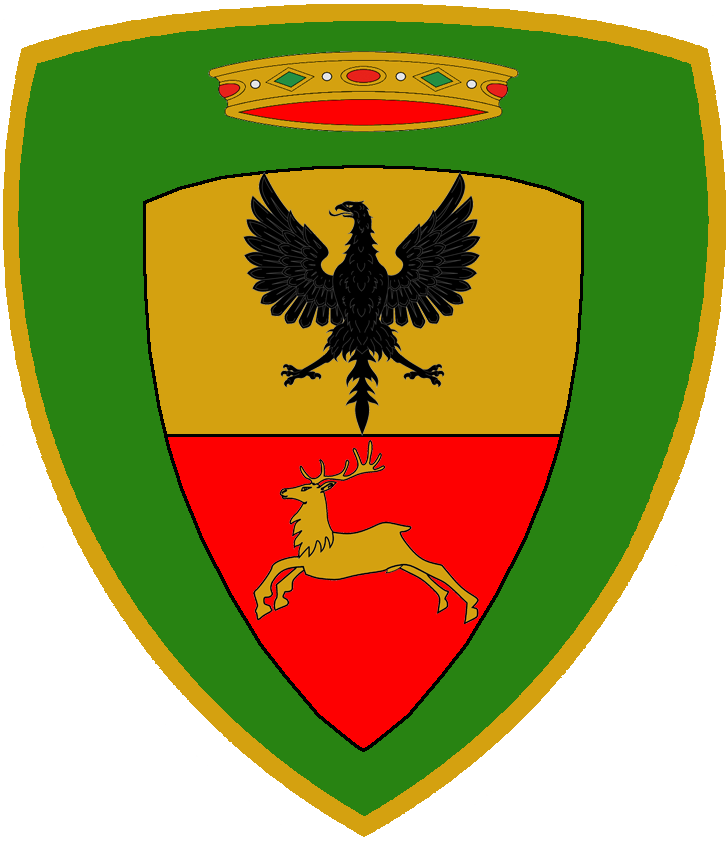
Wappen der Brigade Orobica (Meran)
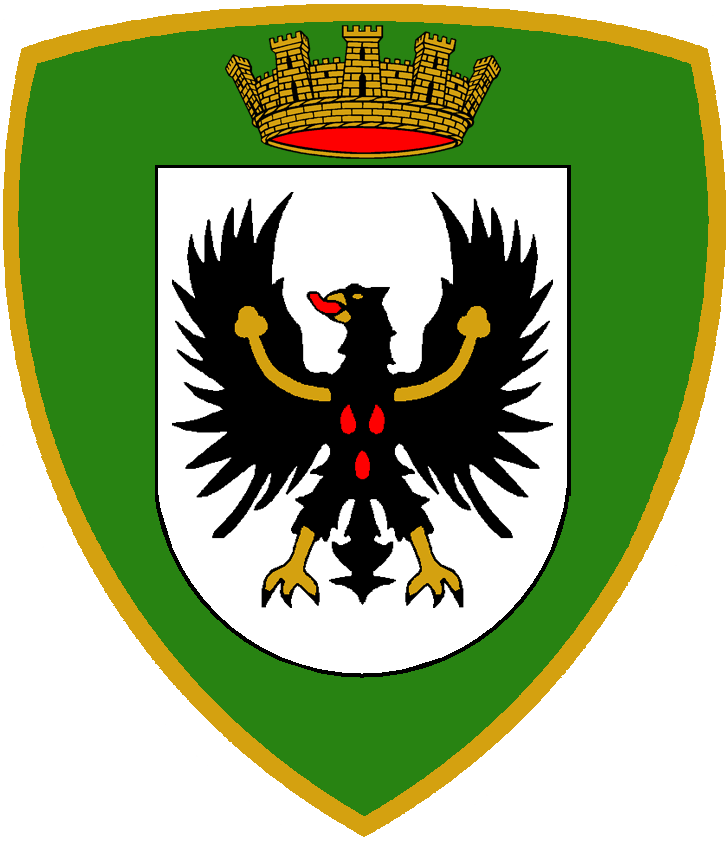
Wappen der Brigade Tridentina (Brixen)
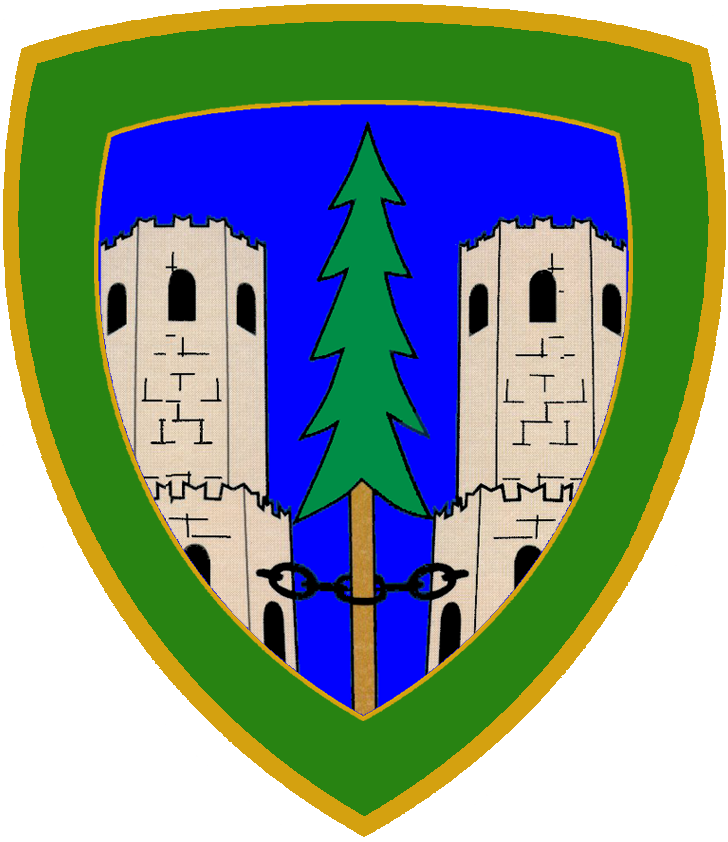
Wappen der Brigade Cadore (Belluno)
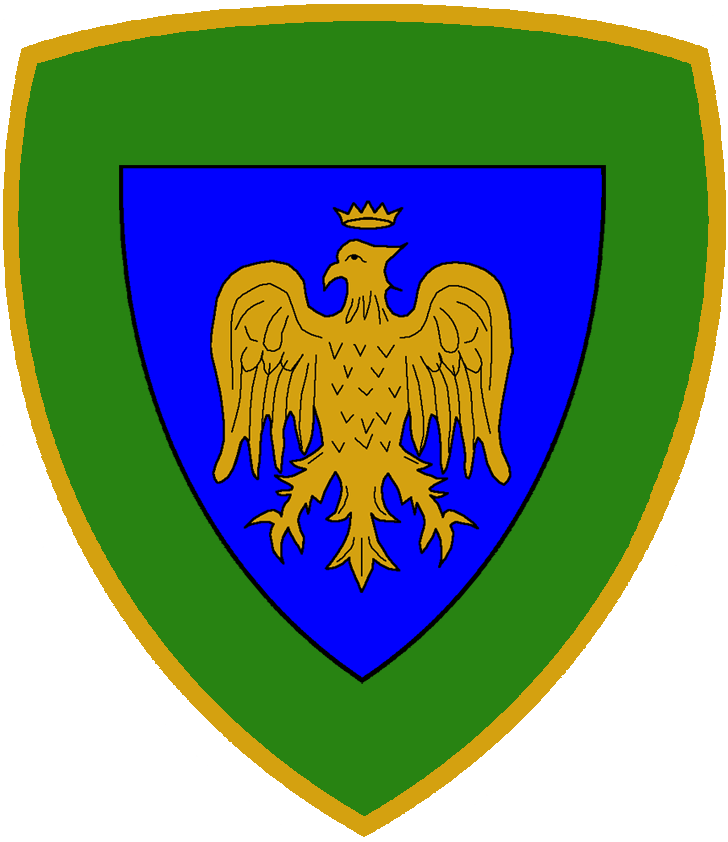
Wappen der Brigade Julia (Udine)